# South Pickenham
Pour l’article homonyme, voir North Pickenham.
South Pickenham est une paroisse civile et un village du Norfolk, en Angleterre.